# 엠넷 논스톱
엠넷 논스톱 (Music Network Non-Stop)은 2002년 3월 11일부터 2004년 5월까지 존재했던 대한민국의 텔레비전 케이블 음악 방송국이었다. 'Only Music Mnet Nonstop'을 슬로건으로 하여 MC, VJ 없이 24시간 방송하는 논스톱 음악 방송국이었다. 2004년 5월에 폐국하였지만, 폐국 날짜는 정확하게는 알 수 없다.

## 연혁
- 2002년 3월 11일 엠넷 논스톱 개국[1]
- 2004년 5월 엠넷 논스톱 폐국

## 프로그램
- Music Videos
- Pop! Pop!
- 가요앨범
- Mnet Speclal
- World Music
- 가요최전선
- Non-Stop Request 09
- Non-Stop Request 22
- O.S.T
- 가요 Request Top 50
- Pop Request Top 50
- Live On